# Khatchapouri
Le khatchapouri (géorgien ხაჭაპური : pain au fromage), parfois écrit khatchapuri, est une spécialité culinaire géorgienne, très populaire en Géorgie et plus largement dans les États post-soviétiques. Le khatchapouri consiste en une pâte à pain aplatie ou en forme de chausson, farcie d'un fromage au lait de vache local nommé soulgouni.

## Variantes dukhatchapouri
Il en existe de nombreuses variantes, traditionnellement nommées selon la province d'origine, et d'autres ingrédients entrent alors dans la recette : diverses sortes de fromages (parfois fumés), du yaourt, de l'œuf, des haricots, voire des abats de bœuf. Il existe aussi une forme dans laquelle la pâte à pain est remplacée par des couches de pâtes alimentaires. Enfin, Les khatchapouri industriels sont généralement préparés avec une pâte feuilletée.
La forme la plus conventionnelle du khatchapouri est certainement l'imérouli (recette originaire de l'Iméréthie),, : il s'agit d'une pâte à pain recouverte de beurre fondu et farcie de fromage. Une autre forme très répandue est l'adjarouli (de l'Adjarie, région côtière) : la pâte à pain est cette fois disposée en demi-cercle avec les bords relevés (ce qui lui donne une forme de barque ou de bateau) pour en garnir le centre de fromage et d'un œuf, avec, à nouveau, beaucoup de beurre.
D'autres variantes du khatchapouri existent également : le megrouli (originaire de Mingrélie, il contient plusieurs sortes de fromages et du yaourt), le svanouri (de Svanétie, avec de la farine de millet), le rachuli (du Ratcha, de forme rectangulaire), le penovani (de Samtskhé-Djavakhétie, avec une pâte feuilletée) ou encore le laze (similaire au megrouli mais avec des tranches de soulgouni fondu).